# لئونیدوفکا (شهرستان تویمازینسکی، باشقیرستان)
لئونیدوفکا (انگلیسی: Leonidovka, Tuymazinsky District, Republic of Bashkortostan) یک شهرک در شهرستان تویمازینسکی استان باشقیرستان کشور روسیه است.